# Borszörcsök
Borszörcsök är en ort (by) i provinsen Veszprém i västra Ungern. Orten har 368 invånare (2024), på en yta av 11,80 km². Den ligger cirka 12 kilometer nordväst om Ajka.